# Arrentès-de-Corcieux
Arrentès-de-Corcieux là một xã, nằm ở tỉnh Vosges trong vùng Grand Est của Pháp. Xã này có diện tích 17 km², dân số năm 1999 là 185 người. Xã này nằm ở khu vực có độ cao trung bình 720 m trên mực nước biển.

## Hành chính
| Danh sách các xã trưởng                |           |              |      |         |
| Giai đoạn                              | Giai đoạn | Tên          | Đảng | Tư cách |
| tháng 3 2008                           | 2014      | Michel Fetet |      |         |
| mars 2001                              | 2008      | Francis Adam |      |         |
| Tất cả các dữ liệu trước đây không rõ. |           |              |      |         |

## Biến động dân số
| Năm | 1962 | 1968 | 1975 | 1982 | 1990 | 1999 |
| --- | ---- | ---- | ---- | ---- | ---- | ---- |
| Dân số | 151  | 213  | 144  | 127  | 165  | 185  |
| From the year 1962 on: No double counting—residents of multiple communes (e.g. students and military personnel) are counted only once. |      |      |      |      |      |      |